# 殺人者的記憶法
《殺人者的記憶法》（韓語：살인자의 기억법）为2017年上映的韩国犯罪驚悚片，由《七日綁票令》《諜影殺機》的導演元信延執導，薛耿求、金南佶、金雪炫、吳達庶領銜主演。该片改編自作家金英夏的同名小說，主軸為患有阿茲海默症的前連續殺人犯與逐漸消失的記憶搏鬥的故事。

## 演員陣容
- 薛耿求 飾演 金秉洙，患有阿茲海默症，17年前為連續殺人犯，為了保護女兒恩熙，將泰柱視為必須殺害的人物。
- 金南佶 飾演 閔泰柱，警察、恩熙的男友，被秉洙懷疑是殺人犯。
- 金雪炫 飾演 金恩熙，秉洙的女兒、泰柱的女友。
- 吳達庶 飾演 安炳萬，派出所所長、秉洙的朋友。
- 黃石正 飾演 趙妍珠，秉洙演習會上的同學，對秉洙十分感興趣的女子。
- 鄭仁謙 飾演 秉洙的父親
- 申基俊 飾演 少年時期的秉洙
- 張鎮英 飾演 童年時期的秉洙
- 申隣雅 飾演 童年時期的恩熙
- 金惠奫 飾演 少女時期的玛丽亚，秉洙的姐姐。
- 崔有松 飾演 秉洙的母親
- 金正英 飾演 賭博的女子
- 朴光宰 飾演 大塊頭男子
- 黃仁俊 飾演 警察局科長
- 金漢俊 飾演 警察局刑警
- 元豐延 飾演 警察局刑警
- 鄭贊培 飾演 新聞主播
- 嚴志滿 飾演 生魚片餐館老闆
- 李賽路美 飾演 貓大嬸
- 李太炯 飾演 潛伏的警察
- 金柱憲 飾演 潛伏的警察
- 蔡菊姬 飾演 張美玉（特別出演）
- 吉海妍 飾演 玛丽亚（特別出演）
- 李炳俊 飾演 時老師（特別出演）
- 金民宰 飾演 年輕的檢察官（特別出演）
- 趙在允 飾演 醫生（特別出演）

## 奖项荣誉
| 年份   | 颁奖礼                     | 奖项                    | 入围者             | 结果 | 参考  |
| ------ | -------------------------- | ----------------------- | ------------------ | ---- | ----- |
| 2017年 | 第1届The Seoul Awards      | 电影部门 最佳男演员     | 薛耿求             | 提名 | [ 8 ] |
| 2017年 | 第1届The Seoul Awards      | 电影部门 最佳新人女演员 | 金雪炫             | 提名 | [ 8 ] |
| 2017年 | 第17届韩国导演选择奖       | 年度男演员奖            | 薛耿求             | 獲獎 |       |
| 2018年 | 第9届年度電影獎            | 最佳男主角              | 薛耿求             | 獲獎 |       |
| 2018年 | 第36届布魯塞爾國際奇幻影展 | 最佳惊悚类影片          | 《杀人者的记忆法》 | 獲獎 |       |

## 外部連結
- 韩国电影数据库（KMDb）上《殺人者的記憶法》的資料
- 互联网电影数据库（IMDb）上《殺人者的記憶法》的资料（英文）
- 豆瓣电影上《殺人者的記憶法》的資料 （简体中文）
- 《殺人者的記憶法》在HanCinema的页面（英文）
- Box Office Mojo上《殺人者的記憶法》的資料（英文）
- 爛番茄上《殺人者的記憶法》的資料（英文）